# Dubový rybník (Višňová)
Dubový rybník je vodní plocha na severu České republiky, v Libereckém kraji. Díky své rozloze (9,6 hektaru) je označována za největší vodní plochu Frýdlantského výběžku. Uvádí se i rozloha 11 ha. Nachází se jižně od obcí Boleslav a Černousy, východně od Filipovky a severně od Předlánců.

## Ochrana přírody
Celá plocha rybníka je součástí přírodní rezervace Meandry Smědé. Z ekologického hlediska je rybník biotopem chráněných druhů rostlin – například rdestu alpského (Potamogeton alpinus Balbis) či skřípince jezerního (Schoenoplectus lacustris). Vyskytují se v těchto místech také vzácní živočichové, mezi něž patří rosnička zelená (Hyla arborea) nebo jeřáb popelavý (Grus grus).

## Využití
Rybník slouží k chovu ryb.

## Revitalizace
Během roku 2012 proběhla rekonstrukce rybníka, při které došlo k vyvezení bahna z rybníka na zemědělské pozemky v okolí a ve výtopě rybníka se zbudovala odvodňovací stoka. Ta zajistí efektivnější lovení ryb. Kolem rybníka se navíc obnovilo přírodní obtokové koryto, na kterém je i tůň pro obojživelníky. Toto koryto zabraňuje vplutí nežádoucích ryb z rybníků položených výše na toku.

## Turistika
Severně od rybníka se nachází rozcestník turistických tras pojmenovaný „Dubový rybník“. Odtud pokračuje zeleně značená turistická trasa severním směrem k rozcestí „Černousy – železniční stanice“ poblíž černouské zastávky a na jih k rozcestí „Višňová – železniční stanice“ v blízkosti stanice ve Višňové.